# 성주 경산리 성밖숲
성주 경산리 성밖숲은 대한민국 경상북도 성주군 성주읍, 성주읍성(星州邑城) 서문 밖에 만들어진 왕버들 숲이다. 1999년 4월 6일 대한민국의 천연기념물 제403호로 지정되었다.
성밖숲은 풍수지리사상에 따라 성주읍성 밖에 조성한 숲으로 300~500년생의 천연기념물 왕버들 52그루가 자라고 있다. 한 여름에는 왕버들과 함께 보랏빛 맥문동이 어우러지는 장관을 볼 수 있다. 대한민국 대표 야간관광자원 브랜드인 ‘대한민국 밤밤곡곡 100’에 선정된 성밖숲은 밤에도 아름다운 야간조경으로 색다른 멋을 즐길 수 있으며, 성주군 주요 행사공간 으로 연중 다채로운 볼거리가 가득하다.

## 개요
성주 경산리 성밖숲은 성주 읍성(邑城) 서문 밖에 만들어진 숲으로 조선 중기 서문 밖의 어린 아이들이 이유없이 죽자 풍수지리설을 따라서 만들어진 것이라고 전해지고 있다. 현재 성밖 숲에는 나이가 300∼500년 정도로 추정되는 왕버들 59그루가 자라고 있다.
성주 경산리 성밖숲은 왕버들나무로만 이루어진 숲으로 생물학적 자료로서의 가치가 있을 뿐만 아니라 마을의 풍수지리, 역사, 문화, 신앙에 따라 만들어진 전통적인 마을 숲으로 향토성, 민속성, 역사성 등의 가치가 높아 천연기념물로 지정하여 보호하고 있다.

## 현지 안내문
성주 경산리 성밖숲은 성주읍의 서쪽으로 흐르는 하천인 이천변에 조성된 마을숲이다. 현재 숲에는 나이가 약 3--~500년 정도로 추정되는 왕버들 55그루가 자라고 있다. 성밖숲은 노거수 왕버들로만 구성된 단순림으로 최근의 조사에 따르면 가슴 높이 둘레가 1.84~5.97m(평균 3.11m), 나무 높이는 6.3~16.7m(평균 12.7m에 달한다. 
성밖숲은 조선시대 성주읍성의 서문 밖에 만들어진 인공림으로 풍수지리설에 의한 비보임수(裨補林藪)인 동시에 하천의 범람으로 인해 수해를 예방하기 위해서 조성된 수행방비림이기도 하다. 또한 예전부터 주민들의 이용을 전제로 조성된 마을숲으로서 전통도시의 마을공원이라고 할 수도 있다. 지금도 성밖숲은 자연유산으로서의 가치 외에도 성주군민은 물론 인근 대도시인 대구시민들도 많이 찾는 공원으로서의 위상도 여전히 유지하고 있어 그 전통을 이어가고 있다.
성밖숲에 대한 기록은 성주의 옛 읍지인 경산지(京山志) 및 성산지(星山志) 등에 수록되어 있다. 구전에 의하면 조선 중기 성밖마을에서 아이들이 이유 없이 죽는 일이 빈번하였는데, 한 지관이 말하기를 "마을에 이쓴 족두리바위와 탕건바위가 서로 마주보고 있기 때문에 이러한 재앙이 발생하니, 재앙을 막기 위해 두 바위의 중간지점인 이곳에 밤나무 숲을 조성하여야 한다."고 하여 숲을 조성했더니 우환이 사라졌다고 한다. 그러나 임진왜란 후 마을의 기강이 해이해지고 민심이 흉흉해지자 밤나무를 베어 내고 왕버들로 다시 조성하였다고 한다.
성밖숲은 마을의 풍수지리 및 역사·문화·신앙에 따라 조성되어 마을 사람들의 사회적 활동과 토착적인 정신문화의 재현공간으로 이용되고 있으며, 전통적인 마을 비보림으로 향토성과 문화적 의미를 동시에 가진 곳이다.

## 같이 보기
- 성주읍성

## 참고 자료
- 성주 경산리 성밖숲 - 국가유산청 국가유산포털